# Lista de episódios de Hunter × Hunter (1999)
Essa é uma lista dos episódios de Hunter × Hunter, anime de 1999, que foi a primeira adaptação do mangá homônimo de Yoshihiro Togashi. Originalmente foi transmitido pela Fuji Television em 62 episódios, de 16 de outubro de 1999 a 31 de março de 2001. Posteriormente, mais 30 episódios (divididos em 3 temporadas) foram publicados no formato OVA (Original Video Animation) em Home Vídeo, que também foram exibidos no canal Animax, de 17 de Janeiro de 2002 a 18 de agosto de 2004.[carece de fontes?]
Aberturas:
- Episódios 01 à 48: "Ohayou" por Keno(Kazuto Narumi) (Marvelous Entertainment) [1]
- Episódios 49 à 62: "Taiyou Wa Yoru Mo Kagayaku" por Wino (Marvelous Entertainment)
- Episódios 63 à 70: "Pale Ale" por Kurosawa Ken'ichi (Marvelous Entertainment)
- Episódios 71 à 78: "Pray" por Wish (Marvelous Entertainment)
- Episódios 79 à 92: "Believe In Tomorrow" por Sunflower's Garden (Marvelous Entertainment)

Encerramentos:
- Episódios 01 à 31: "Kaze no Uta" por Motoda Minako (Marvelous Entertainment)
- Episódios 32 à 50: "Do You Feel Like I Feel" por Nagai Masato (Marvelous Entertainment)
- Episódios 51 à 62: "Hotaru" por Nagai Masato (Marvelous Entertainment)
- Episódios 63 à 70: "Carry On" por Kurosawa Ken'ichi (Marvelous Entertainment)
- Episódios 71 à 78: "Popcorn" por Mikuni Shimokawa (Marvelous Entertainment)
- Episódios 79 à 92: "Moshimo Kono Sekai de Kimi to Boku ga Deae Nakattara" por Sunflower's Garden" (Marvelous Entertainment)

## Exame Hunter
| # | Título em Português Título Original (Romaji)                                                                                                 | Direção              | Estreia                 |
| Arco 1: Exame Hunter | Arco 1: Exame Hunter | Arco 1: Exame Hunter | Arco 1: Exame Hunter    |
| --- | --- | -------------------- | ----------------------- |
| 1 | "Um Menino Prepara-se para Viajar x Deixando Para Trás o Som do Vento" "Tabi yuku shōnen × Kazenone o nokoshite (旅ゆく少年×風の音を残して)" | Toshiyuki Kato       | 16 de Outubro de 1999   |
| Um dia, Gon, que vivia em harmonia com os animais da Ilha das Baleias, conhece o Hunter Kaito, discípulo de seu pai Ging, e descobre que seu pai, que ele pensava estar morto, é na verdade um grande caçador. Gon vai participar do exame para se tornar um caçador. | |                      |                         |
| 2 | "Encontro x Hesitação x Partida" "Deai × Tomadoi × Shukkou (出会い×とまどい×出航)"                                                           | Shinpei Miyashita    | 23 de Outubro de 1999   |
| 3 | "Orgulho x Tormenta x Duelo" "Puraido × Araumi × Kettou" (プライド×荒海×決闘)"                                                               | Shunji Yoshida       | 30 de Outubro de 1999   |
| 4 | "Escolha x Atalho x Caminho Longo" "Sentaku × Chikamichi × Mawari michi (選択×近道×まわり道)"                                                | Shinya Hanai         | 06 de Novembro de 1999  |
| 5 | "Engano x Verdade x Kiriko" "Uso × Honto? × Kiriko (ウソ×ホント？×キリコ)"                                                                   | Yoshinari Suzuki     | 13 de Novembro de 1999  |
| 6 | "Filé x Maratona X O Teste Começou" "Suteeki × Marason × Shiken kaishi (ステーキ×マラソン×試験開始)"                                         | Masahiro Hosoda      | 20 de Novembro de 1999  |
| 7 | "Trauma X Limite X Uma Doce Armadilha" "Torauma × Genkai × Amai wana (トラウマ×限界×甘いワナ)"                                               | Shunji Yoshida       | 27 de Novembro de 1999  |
| 8 | "O Magico x Sorriso x Cuidado com os Monstros" "Kijutsushi × Hohoemi × Moujuu chuui (奇術師×ほほえみ×猛獣注意)"                              | Yoshizo Tsuda        | 04 de Dezembro de 1999  |
| 9 | "Menchi x Furiosa x O Segundo Teste" "Menchi × Majigire × Niji shiken? (メンチ×マジギレ×二次試験？)"                                         | Yoshinari Suzuki     | 11 de Dezembro de 1999  |
| 10 | "Reprovados x Pânico x Os Enviados do Céu" "Akaten × Panikku × Ten no koe (赤点×パニック×天の声)"                                            | Shinya Hanai         | 18 de Dezembro de 1999  |
| 11 | "Uma Expedição x Coragem x A Clandestina" "Tanken × Supokon × Mikkousha (探検×スポ根×密航者)"                                                | Shunji Yoshida       | 08 de Janeiro de 2000   |
| 12 | "Menino Bom x Menino Mau x Killua" "Ii ko? × Warui ko? × Kirua (良い子？×悪い子？×キルア)"                                                   | Masahiro Hosoda      | 15 de Janeiro de 2000   |
| 13 | "A Favor x Contra x A Armadilha" "Sansei × Hantai × Otoshiana (賛成×反対×落とし穴)"                                                          | Yoshinari Suzuki     | 20 de Janeiro de 2000   |
| 14 | "Velas x Política x Divergência" "Rooson × Polishii × Nakamawa ware (ローソク×ポリシー×なかまわ割れ)"                                        | Takayoshi Suzuki     | 29 de Janeiro de 2000   |
| 15 | "Vaidade x Vida x Majitani" "Hakanai × Inochi × Majtani (はかない×いのち×マジタニ)"                                                          | Shunji Yoshida       | 05 de Fevereiro de 2000 |
| 16 | "Pedra x Tesoura x Coração" "Guu × Choki × Haato (グー×チョキ×ハート)"                                                                       | Keitaro Motonaga     | 12 de Fevereiro de 2000 |
| 17 | "Três Pessoas x Cinco Pessoas x A Decisão Final" "Sannin? × Gonin? × Saigo no sentaku (3人？×5人？×最後の選択)"                              | Toshiyuki Kato       | 19 de Fevereiro de 2000 |
| 18 | "Tesouro x Lembranças x Pequenos Quartos de Hotel" "Otakara × Omoide × Hoteru no kobeya (お宝×思い出×ホテルの小部屋)"                        | Shinya Hanai         | 26 de Fevereiro de 2000 |
| 19 | "Dispersão x Diário x Dilúvio" "Barabara × Nisshi × Mizubitashi (バラバラ×日誌×水びたし)"                                                    | Yoshinari Suzuki     | 04 de Março de 2000     |
| 20 | "Maremoto x Um Canhão x Pressa" "Ōnami × Taihou × Ōawate (大波×大砲×大あわて)"                                                               | Shunji Yoshida       | 11 de Março de 2000     |
| 21 | "O Quarto Teste x 44 x O Número da Morte" "Daiyonji × Yonjūyon × Shi no Nambā (第4次×44×死のナンバー)"                                       | Masahiro Hosoda      | 18 de Março de 2000     |
| 22 | "Encontrar x Esconder x Alcançar" "Mitsuketa × Kakureta × Oitsuita (見つけた×かくれた×追いついた)"                                           | Shunji Yoshida       | 25 de Março de 2000     |
| 23 | "Relutância x Uma Chance x Permissão para Viver" "Hisoka × Gekitotsu × Gon (ヒソカ×激突×ゴン)"                                               | Keitaro Motonaga     | 01 de Abril de 2000     |
| 24 | "Dano x Reunião x Mostrando Coragem" "Damēji × Saikai × Karagenki (ダメージ×再会×からげんき)"                                                | Yoshinari Suzuki     | 15 de Abril de 2000     |
| 25 | "Cobras Venenosas x Abelhas Venenosas x O Final do Teste" "Nyoro × Chiku × Ana no Naka (ニョロ×チク×穴の中)"                                 | Shinya Hanai         | 22 de Abril de 2000     |
| 26 | "Presidente x Entrevista x Enganar" "Kaichō × Mensetsu × Pēpā Tesuto (会長×面接×ペーパーテスト)"                                             | Shunji Yoshida       | 06 de Maio de 2000      |
| 27 | "Hisoka x Korapaika x O Susurro da Aranha" "Hisoka × Kurapika × Kumo no Sasayaki (ヒソカ×クラピカ×蜘蛛の囁き)"                               | Masahiro Hosoda      | 13 de Maio de 2000      |
| 28 | "Conversa x Objeção x Resistência" "Oshayberi × Herikutsu × Konkurabe (おしゃべり×ヘリクツ×根くらべ)"                                        | Yoshinari Suzuki     | 20 de Maio de 2000      |
| 29 | "Passar na Prova x Perder x Final da Prova" "Gōkaku! × Shikkaku? × Shiken Shūryō (合格！×失格？×試験終了)"                                   | Yoshizo Tsuda        | 27 de Maio de 2000      |
| 30 | "Killua x Bater em Retirada x Deportação" "Kirua × Ritaia × Kyōsei Sōkan (キルア×リタイア×強制送還)"                                         | Yukihiro Matsushita  | 03 de Junho de 2000     |
| 31 | "Separação x Reunião x Unidos pelo Destino" "Kaisan × Pāti × Kusare En (解散×パーティ×くされ縁)"                                             | Shinya Hanai         | 10 de Junho de 2000     |

## Família Zaoldyeck
| #                        | Título em Português Título Original (Romaji)                                                                      | Direção                  | Estreia                  |
| Arco 2 : Família Zoldyck | Arco 2 : Família Zoldyck                                                                                          | Arco 2 : Família Zoldyck | Arco 2 : Família Zoldyck |
| ------------------------ | --- | ------------------------ | ------------------------ |
| 32                       | "Observar x Um Lugar de Interesse x A Casa de Killua" "Kankō × Meisho × Kiruanchi (観光×名所×キルアんち)"         | Shunji Yoshida           | 17 de Junho de 2000      |
| 33                       | "Treinamento Especial x Cão de Caça x Pronto para Demolir" "Tokkun × Ryōken × Batankyuu (特訓×猟犬×バタンキュー)" | Masahiro Hosoda          | 01 de Julho de 2000      |
| 34                       | "Skate x Aprendiz x Sentimento Honesto" "Sukebō × Minarai × Hontō no Kimochi (スケボー×見習い×本当の気持ち)"      | Yoshinari Suzuki         | 15 de Julho de 2000      |
| 35                       | "Killua x Castigo x Reunião Familiar" "Kirua × Oshioki × Kazoku Kaigi (キルア×おしおき×家族会議)"                 | Yoshizo Tsuda            | 22 de Julho de 2000      |
| 36                       | "Uma Moeda x Reunião x Trocando de Roupa" "Koin × Saikai × Omeshikae (コイン×再会×おめしかえ)"                    | Yukihiro Matsushita      | 08 de Agosto de 2000     |

## Torre Celestial
| #                       | Título em Português Título Original (Romaji)                                                                              | Direção                 | Estreia                 |
| Arco 3: Torre Celestial | Arco 3: Torre Celestial                                                                                                   | Arco 3: Torre Celestial | Arco 3: Torre Celestial |
| ----------------------- | --- | ----------------------- | ----------------------- |
| 37                      | "No Céu x Luta x Cavaleiros Errantes" "Tenkū × Faito × Mushashugyou (天空×ファイト×武者修行)"                             | Shinya Hanai            | 19 de Agosto de 2000    |
| 38                      | "Vontade Intensa x Vontade Letal x Qual Vontade?" "Nen × Nen × Nen? (燃×念×ネン？)"                                       | Shunji Yoshida          | 09 de Setembro de 2000  |
| 39                      | "Habilidade Secreta x Inscrição x Começam as Batalhas" "Uchiwaza × Tōroku × Batoru kaishi (裏ワザ×登録×バトル開始)"       | Masahiro Hosoda         | 16 de Setembro de 2000  |
| 40                      | "Dois Meses x O Rompimento x Nen por Nen" "Nikkagetsu × Oyasumi × Nen ni wa Nen wo (二ヶ月×お休み×念には念を)"            | Yoshinari Suzuki        | 23 de Setembro de 2000  |
| 41                      | "Bungee x Soco x Só uma Oportunidade" "Banjii × Panchi × Ippanshōbu (バンジー×パンチ×一本勝負)"                           | Yoshizo Tsuda           | 30 de Setembro de 2000  |
| 42                      | "O Amor de Hisoka x Realização x Gon Agressivo" "Hisoka no ai × Kecchaku × Gon no Honki (ヒソカの愛×決着×ゴンの本気)"     | Yukihiro Matsushita     | 21 de Outubro de 2000   |
| 43                      | "Talento x Agonia x Instinto Assassino" "Sainō × Kunō × Koroshi no Honnō (才能×苦悩×ころしの本能)"                        | Masahiro Hosoda         | 28 de Outubro de 2000   |
| 44                      | "O Piso em Forma de Painel x Choque Elétrico x Adeus" "Zako × Okatazuke × Shiken Shūryō!? (雑魚×おかたずけ×試験終了！？)" | Shunji Yoshida          | 04 de Novembro de 2000  |

## Leilão de Yorkshin
| #                 | Título em Português Título Original (Romaji)                                                                                  | Direção                                | Estreia                 |
| Arco 4: York Shin | Arco 4: York Shin | Arco 4: York Shin                      | Arco 4: York Shin       |
| ----------------- | --- | -------------------------------------- | ----------------------- |
| 45                | "Restrição x Compromisso x A Corrente Guiada" "Seiyaku × Seiyaku × Imashime no Kusari (制約×誓約×戒めの鎖)"                   | Yoshizo Tsuda                          | 11 de Novembro de 2000  |
| 46                | "Cheguei em casa x Que bom que você voltou x Sou Killua" "Tadaima × Okaeri × Boku Kirua (ただいま×おかえり×ぼくキルア)"       | Yoshinari Suzuki                       | 18 de Novembro de 2000  |
| 47                | "Pai x Um segredo x Confissão" "Chichi × Maruhi × Kokuhaku (父×マル秘×告白)"                                                  | Shinya Hanai                           | 25 de Novembro de 2000  |
| 48                | "Korapaika x Olhos Castanhos x A Primeira Missão" "Kurapika × Kuroi Me × Saisho no Shigoto (クラピカ×黒い眼×最初の仕事)"      | Yukihiro Matsushita                    | 02 de Dezembro de 2000  |
| 49                | "Batidas do Coração x Korapaika x Busca de Água" "Shinon × Kurapika × Daujingu (心音×クラピカ×ダウジング)"                    | Masahiro Hosoda                        | 09 de Dezembro de 2000  |
| 50                | "Viagem x Pelo x Ar" "Kirua × Ikkaku Senkin × Hantaa Saito (キルア×一攫千金×狩人の酒場)"                                      | Toshiyuki Kato                         | 16 de Dezembro de 2000  |
| 51                | "A Aranha x A Cidade de York x Reunião Familiar" "Kumo × Yookushin × Zenin Shūgō (クモ×ヨークシン×全員集合)"                  | Yoshizo Tsuda                          | 23 de Dezembro de 2000  |
| 52                | "O Leilão no Submundo x Exterminar x Metralhadoras" "Angura × Zenmetsu × Mashingan (地下競売×全滅×マシンガン)"                | Shunji Yoshida                         | 13 de Janeiro de 2001   |
| 53                | "Ryodan x Inju x A Comunidade" "Ryodan × Injū × Komyuniti (旅団×陰獣×コミュニティ)"                                           | Shinya Hanai                           | 20 de Janeiro de 2001   |
| 54                | "Capturando x Capturado X Conspiração" "Hisoka × Doumei × Kumo Taiji (ヒソカ×同盟×クモ退治)"                                  | Yukihiro Matsushita                    | 27 de Janeiro de 2001   |
| 55                | "Vigança x Contra Ataque x Pressentimento de Tempestade" "Ubō × Kurapika × Kakugo no Senritsu (ウボォー×クラピカ×覚悟の旋律)" | Saga Satoshi                           | 03 de Fevereiro de 2001 |
| 56                | "Olhos Vermelhos x Um Estilo Especial x Tempo Absoluto" "Hi no Me × Kettō × Inochi no Daishō (緋の眼×決闘×命の代償)"          | Shunji Yoshida                         | 10 de Fevereiro de 2001 |
| 57                | "Tesouro x Roubo Lateral x Curiosidade" "Gon × Otakara × Oyaui Otoko (ゴン×お宝×危うい男)"                                    | Yoshizo Tsuda                          | 17 de Fevereiro de 2001 |
| 58                | "Barbudo x Uma Mulher x Perseguição Perigosa" "Gon × Kirua × Inochi ga ke no Bikō (ゴン×キルア×命がけの尾行)"                 | Yukihiro Matsushita                    | 24 de Fevereiro de 2001 |
| 59                | "Teia de Aranha x Aprisionados X Técnica Para Matar" "Kumo no Su × Toraware × Koroshi Waza (蜘蛛の巣×とらわれ×殺し技)"        | Shinya Hanai                           | 03 de Março de 2001     |
| 60                | "Korapaika x Bando de Assassinos x Zaoldyeck" "Kurapika × Ansatsudan × Zorudikku (クラピカ×暗殺団×ゾルディック)"              | Toshiyuki Kato                         | 10 de Março de 2001     |
| 61                | "Terrível x Confusão x cerimônia" "Kumo Shūketsu × Zoru ke × Saishū Kessen no Toki (クモ集結×ゾル家×最終決戦の時)"            | Saga Satoshi                           | 17 de Março de 2001     |
| 62                | "Olhos Vermelhos x Silêncio x Confusão" "Kurapika × Nakama × Kumo no Saigo (クラピカ×仲間×クモの最期)"                        | Kazuhiro Furuhashi e Shinobu Tagashira | 31 de Março de 2001     |

## Yorkshin: Original Video Animation
| #                                          | Título em Português Título Original (Romaji)                                                                             | Direção                                    | Estreia                                    |
| Arco 5: Yorkshin: Original Video Animation | Arco 5: Yorkshin: Original Video Animation                                                                               | Arco 5: Yorkshin: Original Video Animation | Arco 5: Yorkshin: Original Video Animation |
| ------------------------------------------ | --- | ------------------------------------------ | ------------------------------------------ |
| 63                                         | "A Aranha x Cadáveres x Engano" "Kumo × Shitai × Feiku (蜘蛛×死体×フェイク)"                                             | Saga Satoshi                               | 17 de Janeiro de 2002                      |
| 64                                         | "Amigos x Disfarce x Olhos Astuciosos" "Hakama × Hensō × Jigoku Mimi (仲間×変装×地獄耳)"                                 | Shinya Hanai                               | 17 de Janeiro de 2002                      |
| 65                                         | "Perseguição x Fuga x A Aranha Começa a Correr" "Tsuiseki × Tōbō × Hashiridashita Kumo (追跡×逃亡×走り出した蜘蛛)"       | Hisato Shimoda                             | 20 Fevereiro de 2002                       |
| 66                                         | "Reféns x Escório da Humanidade x Mensagem Enviada" "Hitojichi × Mushikera × Tsutawatta Omoi (人質×虫けら×伝わった思い)" | Hiroshi Kaburagi                           | 20 de Fevereiro de 2002                    |
| 67                                         | "Rádio x Sinal x Apagão" "Jihō × Kurayami × Hanatareta Kusari (時報×暗闇×放たれた鎖)"                                    | Shinya Hanai                               | 20 de Março de 2002                        |
| 68                                         | "Provocasão x Divisão x O Punho Levantado" "Chōhatsu × Bunretsu × Furiageta Kobushi (挑発×分裂×振り上げた拳)"            | Hisato Shimoda                             | 20 de Março de 2002                        |
| 69                                         | "Negociação x Vingança x A Corrente que Domina" "Kōshō × Fukushū × Rissuru Kusari (交渉×復讐×律する鎖)"                  | Hiroshi Kaburagi                           | 17 de Abril de 2002                        |
| 70                                         | "Memória x Sentimentos x Vagar Pela Vida" "Omoi × Dannen × Hikisakareta Kumo (想い×断念×引き裂かれたクモ)"               | Satoshi Saga e Ryo Miyata                  | 17 de Abril de 2002                        |

## Greed Island e G.I. Final Original Video Animation
| #                                              | Título em Português Título Original (Romaji)                                                                 | Direção                                        | Estreia                                        |
| Arco 6: Greed Island: Original Video Animation | Arco 6: Greed Island: Original Video Animation                                                               | Arco 6: Greed Island: Original Video Animation | Arco 6: Greed Island: Original Video Animation |
| ---------------------------------------------- | --- | ---------------------------------------------- | ---------------------------------------------- |
| 71                                             | "Leilão x Plano x 80%" "Kyōbai × Sakusen × 80 Pāsento (競売×作戦×80パーセント)"                              | Yukihiro Matsushita                            | 05 de Fevereiro de 2003                        |
| 72                                             | "Eletricidade x Aura x Golpe Mortal" "Denki × Ōra × Hissatsuwaza (電気×オーラ×必殺技)"                       | Kenichi Nishida                                | 05 de Fevereiro de 2003                        |
| 73                                             | "Ren x Um Teste x O Primeiro Passo" "Ren × Shiren × Sorezore no Ippo (練×試練×それぞれの一歩)"               | Masahiro Hosoda                                | 05 de Março de 2003                            |
| 74                                             | "Inicio x Feitiço x Cidade Premiada" "Sutāto × Jumon × Kenshō no machi (スタート×呪文×懸賞の街)"             | Yukihiro Matsushita                            | 05 de Março de 2003                            |
| 75                                             | "Recrutamento x Lista x Primeiro Punho" "Kanyū × Risuto × Saisho wa Gū! (勧誘×リスト×最初はグー！)"          | Kenichi Nishida                                | 19 de Março de 2003                            |
| 76                                             | "Roubar x Ser Roubado x A Carta do Inferno" "Toru × Torareru × Kādo Jigoku (奪る×奪られる×カード地獄)"       | Masahiro Hosoda                                | 19 de Março de 2003                            |
| 77                                             | "Bandidos x Monstros x Biscuit" "Sanzoku × Kaibutsu × Bisuketto (山賊×怪物×ビスケット)"                      | Kenichi Nishida                                | 16 de Abril de 2003                            |
| 78                                             | "Trinando x Combinação Natural x Mãos de Tesoura" "Shūgyou × Genseki × Shizā Hanzu (修行×原石×シザーハンズ)" | Yukihiro Matsushita                            | 16 de Abril de 2003                            |
| 79                                             | "Masadora x Um Grande Avanço x Bombardeiro" "Masadora × Yakushin × Bakuhatsu Ma (マサドラ×躍進×爆発魔)"      | Rei Mano                                       | 18 de Fevereiro de 2004                        |
| 80                                             | "Exorcismo x Ano Novo x Um Teste de Caçadores" "Jonen × Shinnen × Hantā Shiken (除念×新年×ハンター試験)"     | Yuki Sugihara                                  | 18 de Fevereiro de 2004                        |
| 81                                             | "Encontro x Kuroro x A Garota Dourada" "Sōgū × Kuroro × Kinpun Shōjo (遭遇×クロロ×金粉少女)"                 | Keisuke Onishi                                 | 03 de Março de 2004                            |
| 82                                             | "Contato x Razor x Força Conjunta" "Sesshōku × Reizā × Kyōdōsensen (接触×レイザー×共同戦線)"                 | Tetsuya Kobayashi                              | 03 de Março de 2004                            |
| 83                                             | "Reunião x Hisoka x Esportes" "Saikai × Hisoka × Supōtsu Shōbu (再会×ヒソカ×スポーツ勝負)"                   | Shigetaka Ikeda                                | 07 de Março de 2004                            |
| 84                                             | "Farol x Oito Jogadores x Mestre do Jogo" "Tōdai × Hachinin × Gēmu Masutā (灯台×8人×ゲームマスター)"         | Takeyuki Sadowara                              | 07 de Março de 2004                            |
| 85                                             | "Jo x Ken x Soco" "Jan × Ken × Gū (ジャン×ケン×グー)"                                                        | Keisuke Onishi                                 | 28 de Abril de 2004                            |
| 86                                             | "Combinação x Impacto x Goma de Mascar" "Gōtai × Shōgeki × Banjī Gamu (合体×衝撃×バンジーガム)"              | Hiroaki Nishimura                              | 28 de Abril de 2004                            |
| 87                                             | "Forças Unidas x Crise x Guerra Declarada" "Kyōtō × Pinchi × Sensenfu (共闘×ピンチ×宣戦布告)"                | Yasuyuki Shinozaki                             | 02 de Junho de 2004                            |
| 88                                             | "Tocaia x Preparação x Guerra Sangrenta" "Harikomu × Junbi × Chisen Kaishi (張り込み×準備×血戦開始)"         | Masahiro Hosoda                                | 02 de Junho de 2004                            |
| 89                                             | "Biscuit X Killua x Golpe Mortal" "Bisuke × Kirua × Shin Hissatsuwaza (ビスケ×キルア×新必殺技)"              | Yoshihiro Yamaguchi                            | 30 de Junho de 2004                            |
| 90                                             | "Força de Vontade x Gyo x Pequena Flor" "Kiryoku × Gyō × Ritoru Furāwa (気力×凝×一握りの火薬)"               | Kenichi Nishida                                | 30 de Junho de 2004                            |
| 91                                             | "Crueldade x Determinação x Encontro Final" "Reikoku × Getsui × Kuraimakusu (冷酷×決意×最終局面)"            | Masahiro Hosoda                                | 18 de Agosto de 2004                           |
| 92                                             | "Anagrama x Desfecho x O Final" "Gēmu × Zen Kuri × Daidanen ( G•I×全クリ×大団円)"                            | Masashi Abe                                    | 18 de Agosto de 2004                           |